# Ligueux (Gironde)
Ligueux település Franciaországban, Gironde megyében. Lakosainak száma 140 fő (2022. január 1.). Ligueux Saint-Philippe-du-Seignal, Margueron, Monestier, Razac-de-Saussignac, Pineuilh és La Roquille községekkel határos.

## Népesség
A település népességének változása:
| Lakosok száma | 105  | 121  | 123  | 168  | 170  | 169  | 166  | 150  | 149  | 140  |
|               | 1968 | 1982 | 1990 | 2006 | 2013 | 2015 | 2017 | 2019 | 2020 | 2022 |